# Saturn V
Saturn V – wielostopniowa rakieta kosmiczna jednokrotnego użytku na paliwo ciekłe, wykorzystywana przez NASA w programach załogowych lotów kosmicznych Apollo i Skylab. Była to największa z rakiet należących do rodziny Saturn. Została zaprojektowana przez zespół pod kierownictwem Wernhera von Brauna i Arthura Rudolpha w instytucie Marshall Space Flight Center przy udziale firm Boeing, North American Aviation, Douglas Aircraft Company oraz IBM.
Głównym powodem budowy rakiety Saturn V był program Apollo, którego celem było lądowanie ludzi na Księżycu (zrealizowany misją Apollo 11). Rakiety typu Saturn V wykorzystywano w latach 1967–1973 podczas 13 misji, w tym 10 załogowych (21 grudnia 1968 – 6 grudnia 1972 roku). Godny zauważenia jest fakt wysokiej bezawaryjności tej konstrukcji, bowiem podczas eksploatacji doszło jedynie do dwóch niewielkich awarii rakiety (podczas misji Apollo 6 i Apollo 13 nastąpiła awaria jednego z silników, jednak komputer pokładowy zdołał wyrównać spadek mocy).

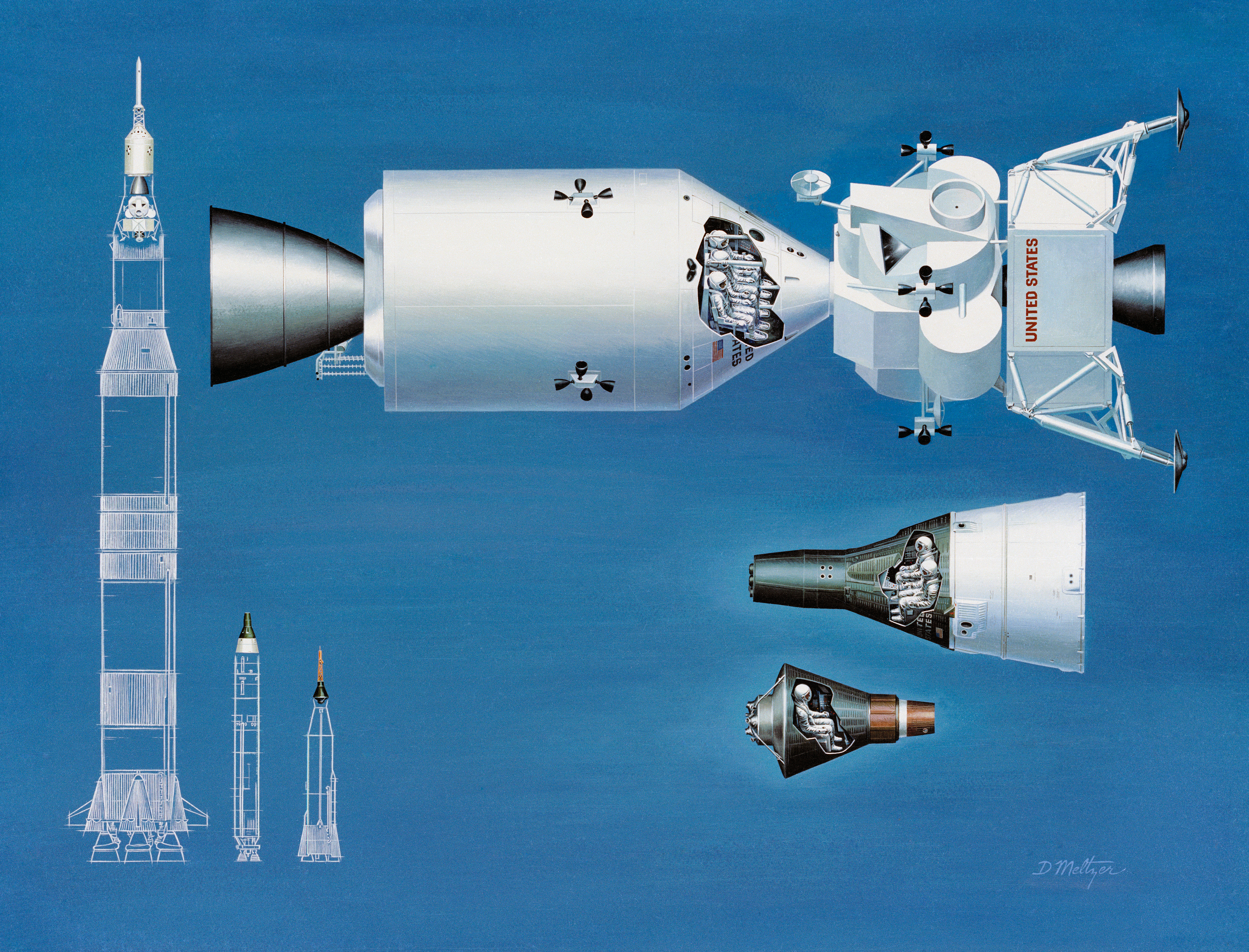
Ilustracja przedstawiająca względne rozmiary jednoosobowego statku kosmicznego Mercury, dwuosobowego Gemini oraz trzyosobowego Apollo. Zamieszczono również rysunki rakiet nośnych (Saturn V, Titan II i Atlas D) w celu pokazania ich względnych rozmiarów oraz pozycji statku kosmicznego podczas startu (zaznaczony na górze każdej z rakiet)

## Tło powstania
Na początku lat 60. XX wieku ZSRR prowadził w wyścigu kosmicznym. W 1957 Sowieci umieścili na orbicie pierwszego satelitę Sputnika 1, a 12 kwietnia 1961 Jurij Gagarin został pierwszym człowiekiem w kosmosie.
25 maja 1961 prezydent Stanów Zjednoczonych Kennedy ogłosił, że Ameryka wyśle do końca dziesięciolecia ludzi na Księżyc. W tym czasie jedynym załogowym lotem kosmicznym USA był 15-minutowy suborbitalny Freedom 7 z Alanem Shepardem na pokładzie. Na świecie wówczas nie było rakiety zdolnej wynieść załogową kapsułę w kierunku Księżyca. Projektowano rakietę Saturn I, lecz była ona za słaba, by móc wynieść ludzi na Srebrny Glob.
We wczesnych planach NASA rozważała trzy możliwości lotu.
- Lot bezpośredni, w którym cały statek kosmiczny lądowałby na Księżycu i z niego wracał.
- Spotkanie na orbicie okołoziemskiej wymagające lotu dwóch rakiet: jednej z kapsułą i drugiej z paliwem. Tu także cały pojazd kosmiczny miał lądować na Księżycu.
- Spotkanie na orbicie okołoksiężycowej, projekt który został przyjęty, gdzie statek kosmiczny składał się z modułu serwisowego i dowodzenia – Apollo Command/Service Module (CSM) i modułu lądownika – Lunar Module. CSM miał przetransportować trzyosobową załogę w kierunku Księżyca oraz umożliwić bezpieczne wejście w atmosferę ziemską w czasie powrotu. LM miał odłączyć się od modułu CSM na orbicie Księżyca i bezpiecznie wylądować.

### Saturn C-1 do C-4
Pomiędzy 1960 a 1962 rokiem Marshall Space Flight Center projektowało rakiety służące do różnych misji.
- Saturn C-1, który został nazwany Saturn I.
- Saturn C-2 (Saturn IB), z którego wyłonił się Saturn C-3.
- Saturn C-3 – chciano go wykorzystać w koncepcji lotu bezpośredniego, lecz wymagałoby to pięciu startów do wykonania jednej misji. Posiadałby on dwa silniki F-1 w pierwszym stopniu, cztery silniki J-2 w drugim stopniu oraz człon S-IVB z sześcioma silnikami RL-10 jako trzeci stopień.
- Saturn C-4, który również miał być wykorzystany w locie bezpośrednim, wówczas wymagałoby to dwóch startów tej rakiety podczas jednej misji. Miałaby mieć 1 silnik F-1 w pierwszym stopniu, 4 silniki J-2 w drugim stopniu i człon S-IVB z jednym silnikiem J-2 jako trzeci stopień.

### Saturn C-5
10 stycznia 1962 roku Marshall Space Flight Center ogłosiło plan zbudowania rakiety C-5. Plany zakładały pierwszy stopień z pięcioma silnikami F-1, drugi stopień z pięcioma silnikami J-2, a także S-IVB jako trzeci stopień rakiety z jednym silnikiem J-2. Pierwsze cztery starty miały być bezzałogowymi lotami testowymi, a pierwszy lot załogowy miał się odbyć nie później niż w roku 1969.
W 1963 r. rakietę C-5 przemianowano na Saturn V.
Pierwszy bezzałogowy start miał miejsce 9 listopada 1967 (misja Apollo 4).
Pierwszy załogowy start odbył się 21 grudnia 1968 (misja Apollo 8).

## Konstrukcja rakiety
Saturn V jest jednym z najbardziej zaawansowanych technicznie tworów człowieka w historii. Była to rakieta wysoka na 110 metrów, miała 10 metrów średnicy i była w stanie wynieść 118 ton ładunku na LEO. Użyto w niej silników F-1 oraz J-2. Podczas testów huk silników był słyszalny w promieniu 80 km.

### Człony rakiety
Rakieta składała się z trzech stopni. Wszystkie napędzane były paliwem ciekłym. Separację członów podczas startu wspomagały niewielkie ładunki separujące.

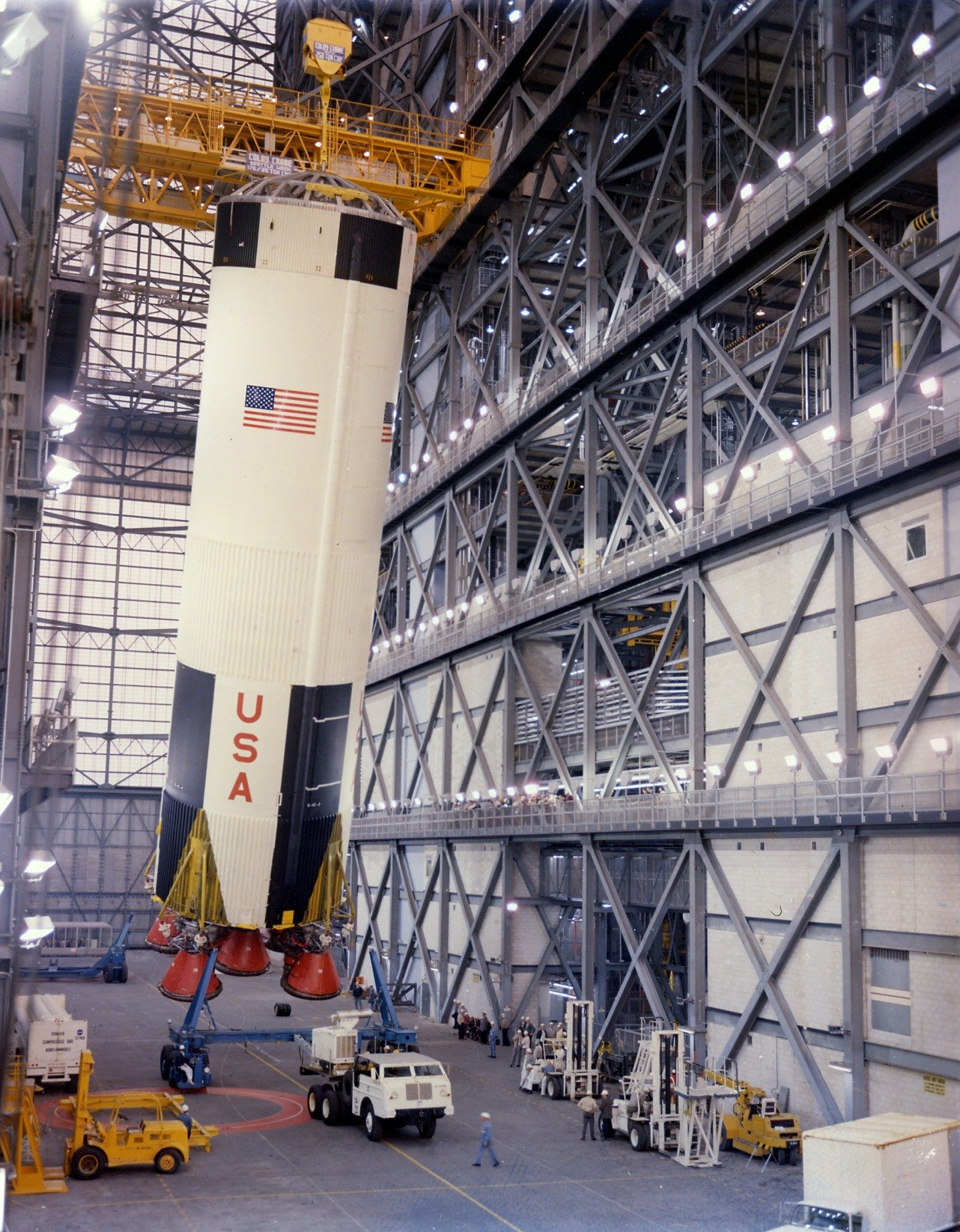
S-IC wykorzystany w misji Apollo 8. Tutaj podczas montażu w VAB. 1 lutego 1968 roku

### S-IC – pierwszy stopień
Stopień ten został skonstruowany w firmie Boeing Company w Nowym Orleanie, gdzie później były budowane zbiorniki ET dla wahadłowców. Był wysoki na 42 metry, a jego średnica wynosiła 10 metrów. Ciąg, jaki wytwarzało 5 silników F-1, wynosił 34,02 MN. Stopień ten był wykorzystywany podczas pierwszych 67 kilometrów wznoszenia.

### S-II – drugi stopień
Stopień ten skonstruowała firma North American Aviation w Seal Beach w Kalifornii. Miał 5 silników J-2, które wytwarzały ciąg 5 MN. 97% masy stanowiło paliwo.

### S-IVB – trzeci stopień
Stopień został skonstruowany przez firmę Douglas Aircraft Company w Huntington Beach w Kalifornii. Posiadał jeden silnik J-2. Człon ten wykorzystywano podczas końcowych chwil wchodzenia na orbitę, a potem do TLI (ang. Trans-Lunar Injection). Był to jedyny stopień na tyle mały, że mógł być transportowany przez samolot. Stopień ten był również wykorzystywany jako drugi stopień w rakiecie Saturn IB.

### Instrument Unit
Był to okrąg zamieszczony nad trzecim stopniem skonstruowany przez IBM. Zawierał komputer kontrolujący rakietę podczas startu aż do separacji członu S-IVB. Zapisywał telemetrię oraz korygował kurs rakiety.

## Porównanie

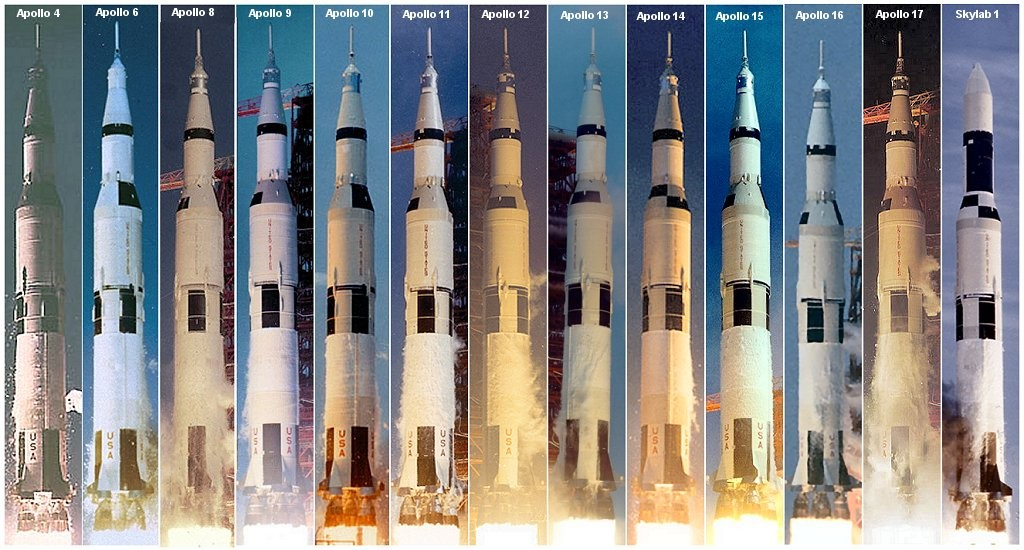
Rodzina rakiet Saturn V

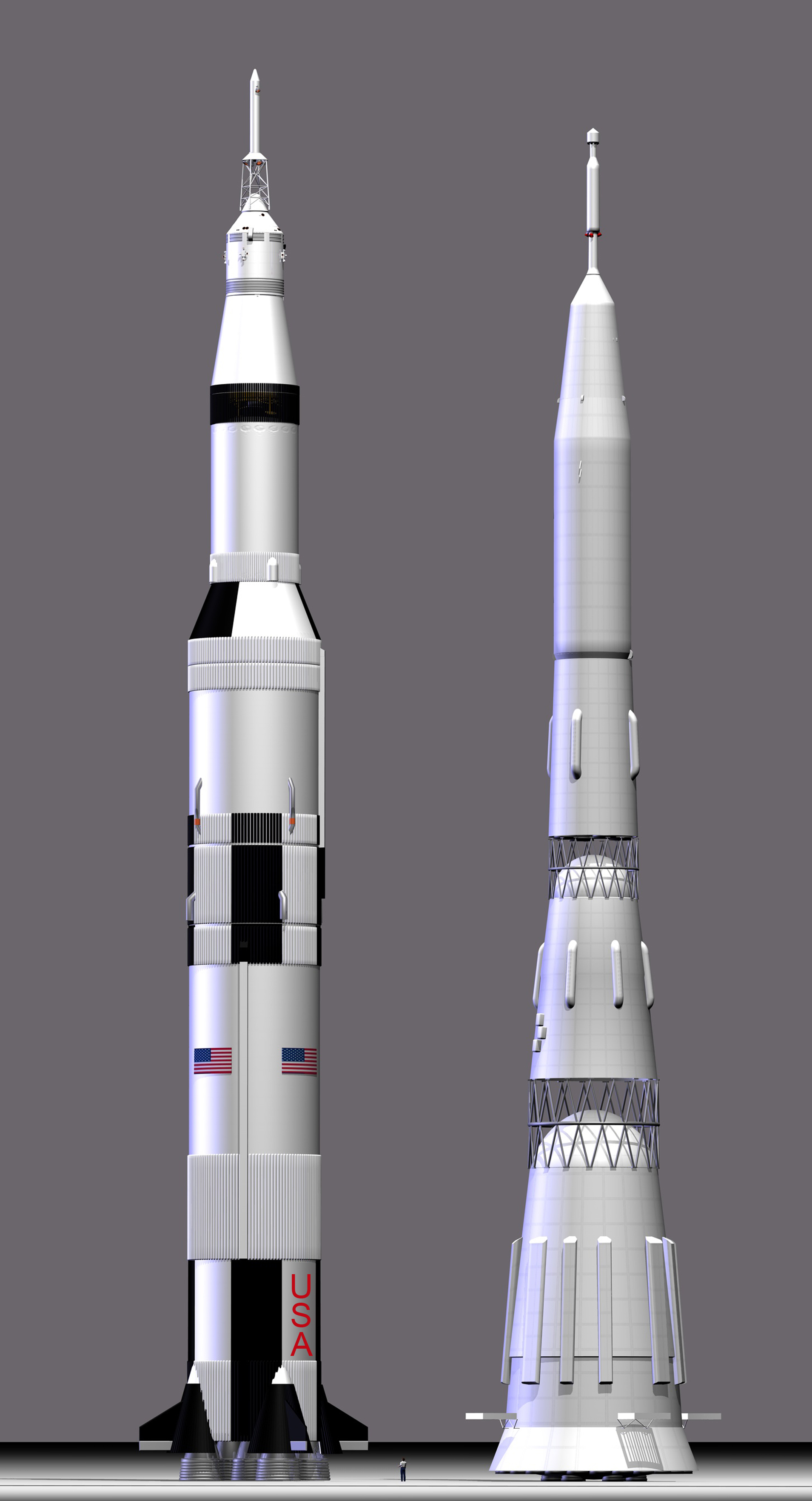
Porównanie wielkości rakiety Saturn V i N1

Radziecką odpowiedzią na Saturna V była rakieta N1. Saturn V był wyższy, cięższy i wytwarzał większy ciąg podczas startu, ale pierwszy stopień N1 miał większą średnicę. Rakieta N1 wykonała cztery testowe loty przed zakończeniem programu, lecz wszystkie skończyły się niepowodzeniem. Pierwszy stopień Saturna V posiadał 5 silników F-1 o ogromnej mocy, natomiast N1 wyposażona była w 30 małych silników. Podczas dwóch startów, Apollo 6 i Apollo 13 doszło do spadku mocy jednego z silników, lecz komputer zdołał wyrównać ciąg. N1 była projektowana w pośpiechu i nigdy nie przetestowano silników jednocześnie, co powodowało katastrofy podczas startów. Gdyby przetestowano pierwszy stopień N1 osobno, można by uniknąć tych niedociągnięć.
Trzystopniowy Saturn V wytwarzał ciąg 34,02 MN i miał udźwig 118 ton na niską orbitę okołoziemską. W misji Apollo 15 podczas startu rakieta wytworzyła ciąg 34,8 MN. Gdy startowała rakieta w wersji Saturn INT-21 wynosząca stację kosmiczną Skylab na orbitę osiągnęła ona ciąg 35,1 MN. Dla porównania N1 dysponowała ciągiem 44 MN na poziomie morza. Jednak żadne działania z użyciem N1 nie zakończyły się sukcesem.
Radziecka rakieta Energia w wersji „Wulkan” teoretycznie mogłaby wynieść na LEO 175 ton i wytworzyć ciąg 46 MN, lecz nigdy nie wykonała startu w tej konfiguracji.
Wahadłowiec kosmiczny wytwarzał podczas startu ciąg 30,1 MN, ale miał udźwig na LEO 28 800 kg, co stanowi 25% udźwigu Saturna V. Gdy uzna się cały orbiter za ładunek – udźwig wynosił 112 ton.
Europejska rakieta Ariane 5 w wersji Ariane 5 ECA może wynieść 10 000 kg na orbitę transferową (GTO). Amerykańska Delta IV Heavy wyniosła 21 grudnia 2004 na GTO ładunek o masie 13 100 kg. Rakieta Atlas V wykorzystująca silnik RD-180 oparty na rosyjskiej technologii może wynieść 25 000 kg na LEO bądź 13 605 kg na GTO.